# قهرمانی جودو آسیا ۲۰۱۲
جودو قهرمانی آسیا ۲۰۱۲ بیست و سومین دوره از رقابت‌های قهرمانی آسیا می‌باشد که از ۲۷ تا ۲۹ آوریل ۲۰۱۲ در تاشکند، ازبکستان برگزار گردید.

## خلاصه مدال‌ها

### مردان
| رویداد                | طلا                          | نقره                       | برنز                                    |
| خیلی سبک‌وزن ۶۰– ک‌گ    | Choi Gwang-hyeon · کرهٔ جنوبی | Hirofumi Yamamoto · ژاپن   | آ لاموسی · چین                          |
| خیلی سبک‌وزن ۶۰– ک‌گ    | Choi Gwang-hyeon · کرهٔ جنوبی | Hirofumi Yamamoto · ژاپن   | Tsai Ming-yen · تایوان                  |
| نیمه سبک‌وزن ۶۶– ک‌گ    | Sergey Lim · قزاقستان        | چوی مین-هو · کرهٔ جنوبی     | Tomofumi Takajo · ژاپن                  |
| نیمه سبک‌وزن ۶۶– ک‌گ    | Sergey Lim · قزاقستان        | چوی مین-هو · کرهٔ جنوبی     | Sanjaasürengiin Miyaaragchaa · مغولستان |
| سبک‌وزن ۷۳– ک‌گ         | وانگ کی-چون · کرهٔ جنوبی      | شاهی اونو · ژاپن           | Navruz Jurakobilov · ازبکستان           |
| سبک‌وزن ۷۳– ک‌گ         | وانگ کی-چون · کرهٔ جنوبی      | شاهی اونو · ژاپن           | رسول بوکیف · تاجیکستان                  |
| نیمه میان‌وزن ۸۱– ک‌گ   | کیم جائه-بوم · کرهٔ جنوبی     | Keita Nagashima · ژاپن     | Amir Ghaseminejad · ایران               |
| نیمه میان‌وزن ۸۱– ک‌گ   | کیم جائه-بوم · کرهٔ جنوبی     | Keita Nagashima · ژاپن     | Yakhyo Imamov · ازبکستان                |
| میان‌وزن ۹۰– ک‌گ        | Dilshod Choriev · ازبکستان   | Parviz Sobirov · تاجیکستان | Yuya Yoshida · ژاپن                     |
| میان‌وزن ۹۰– ک‌گ        | Dilshod Choriev · ازبکستان   | Parviz Sobirov · تاجیکستان | Chingiz Mamedov · قرقیزستان             |
| نیمه سنگین‌وزن ۱۰۰– ک‌گ | Ramziddin Sayidov · ازبکستان | جواد محجوب · ایران         | Viktor Demyanenko · قزاقستان            |
| نیمه سنگین‌وزن ۱۰۰– ک‌گ | Ramziddin Sayidov · ازبکستان | جواد محجوب · ایران         | Battulgyn Temüülen · مغولستان           |
| سنگین‌وزن ۱۰۰+ ک‌گ      | محمدرضا رودکی · ایران        | Takeshi Ojitani · ژاپن     | Kim Sung-min · کرهٔ جنوبی                |
| سنگین‌وزن ۱۰۰+ ک‌گ      | محمدرضا رودکی · ایران        | Takeshi Ojitani · ژاپن     | Namsraijavyn Batsuuri · مغولستان        |
| تیمی                  | کره جنوبی                    | ژاپن                       | ازبکستان                                |
| تیمی                  | کره جنوبی                    | ژاپن                       | قزاقستان                                |

### زنان
| رویداد               | طلا                                | نقره                                  | برنز                                   |
| خیلی سبک‌وزن ۴۸– ک‌گ   | مونخباتین اورانتستسگ · مغولستان    | وو شوگن · چین                         | Chung Jung-yeon · کرهٔ جنوبی            |
| خیلی سبک‌وزن ۴۸– ک‌گ   | مونخباتین اورانتستسگ · مغولستان    | وو شوگن · چین                         | Shoko Ibe · ژاپن                       |
| نیمه سبک‌وزن ۵۲– ک‌گ   | Yuka Nishida · ژاپن                | Mönkhbaataryn Bundmaa · مغولستان      | هه هونگمی · چین                        |
| نیمه سبک‌وزن ۵۲– ک‌گ   | Yuka Nishida · ژاپن                | Mönkhbaataryn Bundmaa · مغولستان      | Kim Mi-ri · کرهٔ جنوبی                  |
| سبک‌وزن ۵۷– ک‌گ        | Anzu Yamamoto · ژاپن               | Lien Chen-ling · تایوان               | دورجسورنگین سومیا · مغولستان           |
| سبک‌وزن ۵۷– ک‌گ        | Anzu Yamamoto · ژاپن               | Lien Chen-ling · تایوان               | Kim Jan-di · کرهٔ جنوبی                 |
| نیمه میان‌وزن ۶۳– ک‌گ  | یوشیه یوئنو · ژاپن                 | Tsedevsürengiin Mönkhzayaa · مغولستان | Joung Da-woon · کرهٔ جنوبی              |
| نیمه میان‌وزن ۶۳– ک‌گ  | یوشیه یوئنو · ژاپن                 | Tsedevsürengiin Mönkhzayaa · مغولستان | شو یوهوا · چین                         |
| میان‌وزن ۷۰– ک‌گ       | Hwang Ye-sul · کرهٔ جنوبی           | Tomoe Ueno · ژاپن                     | Tsend-Ayuushiin Naranjargal · مغولستان |
| میان‌وزن ۷۰– ک‌گ       | Hwang Ye-sul · کرهٔ جنوبی           | Tomoe Ueno · ژاپن                     | Sol Kyong · کرهٔ شمالی                  |
| نیمه سنگین‌وزن ۷۸– ک‌گ | Pürevjargalyn Lkhamdegd · مغولستان | ژانگ ژهوی · چین                       | جونگ گیونگ-می · کرهٔ جنوبی              |
| نیمه سنگین‌وزن ۷۸– ک‌گ | Pürevjargalyn Lkhamdegd · مغولستان | ژانگ ژهوی · چین                       | Tomomi Okamura · ژاپن                  |
| سنگین‌وزن ۷۸+ ک‌گ      | Qin Qian · چین                     | Gulzhan Issanova · قزاقستان           | Kim Na-young · کرهٔ جنوبی               |
| سنگین‌وزن ۷۸+ ک‌گ      | Qin Qian · چین                     | Gulzhan Issanova · قزاقستان           | Nanami Hashiguchi · ژاپن               |
| تیمی                 | ژاپن                               | مغولستان                              | کره جنوبی                              |
| تیمی                 | ژاپن                               | مغولستان                              | تایوان                                 |

## جدول مدال‌ها
| رتبه            | کشور            | طلا | نقره | برنز | مجموع |
| --------------- | --------------- | --- | ---- | ---- | ----- |
| ۱               | کرهٔ جنوبی       | ۵   | ۱    | ۸    | ۱۴    |
| ۲               | ژاپن            | ۴   | ۶    | ۵    | ۱۵    |
| ۳               | مغولستان        | ۲   | ۳    | ۵    | ۱۰    |
| ۴               | ازبکستان        | ۲   | ۰    | ۳    | ۵     |
| ۵               | چین             | ۱   | ۲    | ۳    | ۶     |
| ۶               | قزاقستان        | ۱   | ۱    | ۲    | ۴     |
| ۷               | ایران           | ۱   | ۱    | ۱    | ۳     |
| ۸               | تایوان          | ۰   | ۱    | ۲    | ۳     |
| ۹               | تاجیکستان       | ۰   | ۱    | ۱    | ۲     |
| ۱۰              | قرقیزستان       | ۰   | ۰    | ۱    | ۱     |
| ۱۰              | کرهٔ شمالی       | ۰   | ۰    | ۱    | ۱     |
| مجموع (۱۱ کشور) | مجموع (۱۱ کشور) | ۱۶  | ۱۶   | ۳۲   | ۶۴    |

## کشورهای شرکت‌کننده
۱۸۵ ورزشکار از ۲۶ کشور به رقابت پرداختند.
| - افغانستان (۷) - چین (۱۴) - تایوان (۱۱) - هنگ کنگ (۲) - هند (۴) - اندونزی (۱) - ایران (۱۰) - ژاپن (۱۴) - قزاقستان (۱۴) | - قرقیزستان (۱۴) - لبنان (۵) - مغولستان (۱۴) - نپال (۲) - کره شمالی (۴) - پاکستان (۳) - فیلیپین (۳) - قطر (۴) - عربستان سعودی (۳) | - کره جنوبی (۱۴) - سوریه (۳) - تاجیکستان (۷) - ترکمنستان (۱۱) - امارات متحده عربی (۱) - ازبکستان (۱۴) - ویتنام (۴) - یمن (۲) |